# Eremotermes
Eremotermes es un género de termitas isópteras perteneciente a la familia Termitidae que tiene las siguientes especies:
1. Eremotermes arctus
2. Eremotermes dehraduni
3. Eremotermes fletcheri
4. Eremotermes indicatus
5. Eremotermes madrasicus
6. Eremotermes neoparadoxalis
7. Eremotermes paradoxalis
8. Eremotermes sabaeus
9. Eremotermes senegalensis